# 努沙山
62°42′32.5″S 60°24′06″W / 62.709028°S 60.40167°W

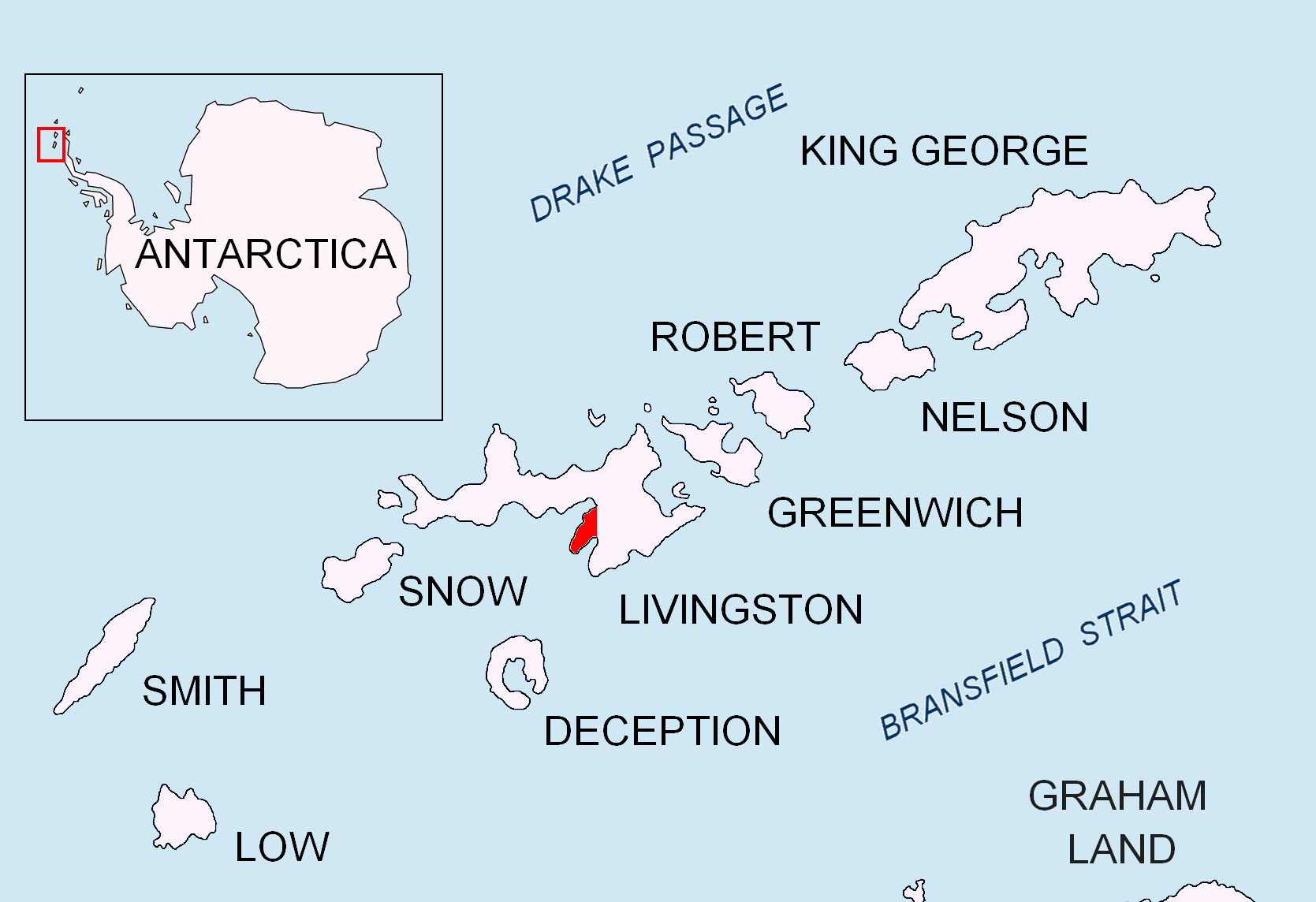

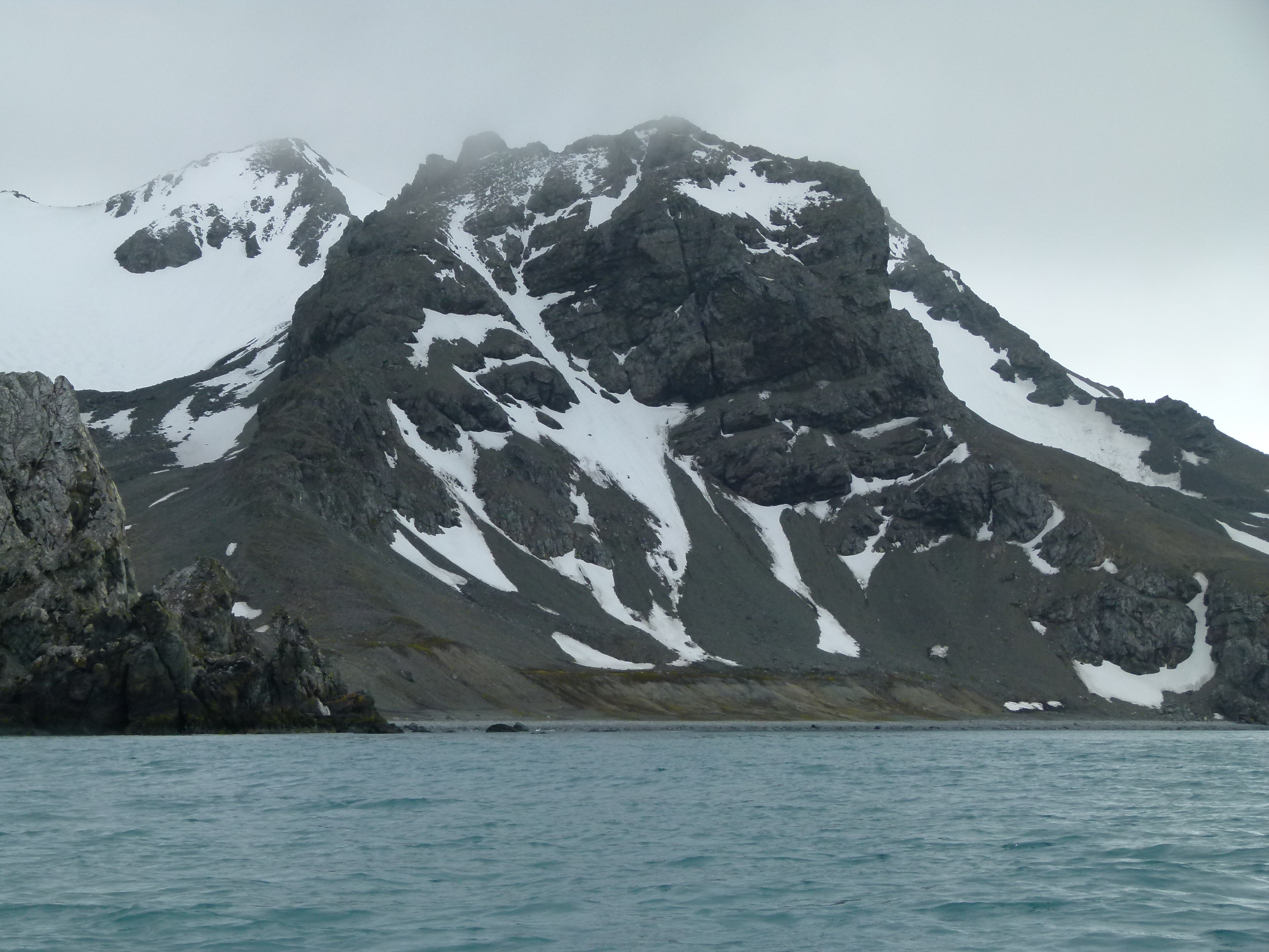

努沙山（英語：Nusha Hill）是南極洲的山峰，位於南設得蘭群島的利文斯頓島，處於賓恩峰東北面1.5公里、卡斯特羅峰西南面0.45公里和卡內蒂峰西北面4.51公里，是赫德半島的南部，海拔高度251米。

## 外部連結
- Nusha Hill.（页面存档备份，存于） SCAR Composite Antarctic Gazetteer.